# Erupție solară

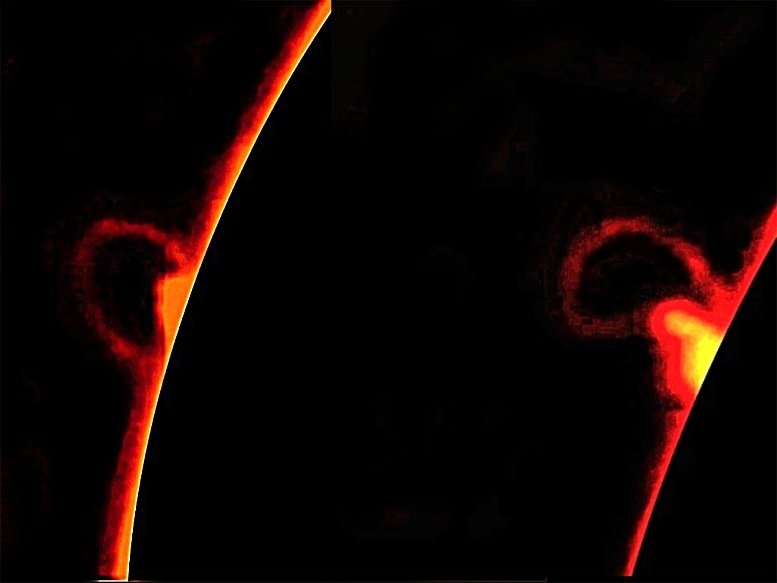
Erupție solară și o Protuberanță solară.

Erupția solară este o explozie uriașă în atmosfera Soarelui, care poate elibera și mai mult de 6 × 1025 J de energie. Termenul este, de asemenea, folosit pentru a desemna fenomenele similare din alte stele.
Erupțiile solare afectează toate straturile atmosferei solare (fotosfera, coroana și cromosfera), încălzind plasma cu zeci de milioane de grade Kelvin și accelerând electronii, protonii și ioni grei aproape de viteza luminii. 
Spre deosebire de mecanismul de producere a protuberanțelor calme (și filamentelor) solare care apar în a doua parte a vieții unei regiuni active solare, când câmpul magnetic asociat a atins o anumită stabilitate, erupțiile solare apar în prima parte a vieții unei regiuni active solare, când câmpul magnetic are variații mari, Această instabilitate face ca procesul să fie mult mai rapid, iar erupțiile să dureze între 1 și 3 ore.

## Efecte asupra Pământului
Furtunile solare pot foarte ușor să perturbe rețelele electrice terestre și să întrerupă telecomunicațiile, internetul, transporturile aeriene și orice alt sistem care se bazează pe electricitate.
O puternică furtună solară, care a trecut, în 2012, la mică distanță de Terra și avea potențialul de a perturba toate circuitele electrice terestre, ar fi putut trimite civilizația contemporană în secolul al XVIII-lea conform declarațiilor celor de la NASA.
Furtuna solară, care s-a produs pe 23 iulie 2012, cea mai puternică din ultimii 150 de ani, a "ratat" cu puțin planeta noastră.